# Bacdafucup
Bacdafucup es el primer álbum del grupo de rap Onyx, editado en 1993. Contiene el sencillo Slam, todo un éxito por entonces.

## Lista de canciones
1. "Bacdafucup" - 0:48
2. "Bichasniguz" - 3:54
3. "Throw Ya Gunz" - 3:16
4. "Here 'N' Now" - 3:40
5. "Bust Dat Ass" - 0:37
6. "Atak of da Bal-Hedz" - 3:12
7. "Da Mad Face Invasion" - 0:46
8. "Blac Vagina Finda" - 3:12
9. "Da Bounca Nigga" - 0:29
10. "Nigga Bridges" - 4:12
11. "Onyx Is Here" - 3:03
12. "Slam" - 3:38
13. "Stik 'N' Muve" - 3:20
14. "Bichasbootleguz" - 0:27
15. "Shifftee" - 4:19
16. "Phat ('N' All Dat)" - 3:17
17. "Da Nex Niguz" - 4:07
18. "Getdafucout" - 1:08

- Datos: Q568341